# دورة الألعاب العربية 1965
دورة الألعاب العربية 1965 أقيمت الدورة الرابعة للألعاب العربية وهو حدث إقليمي متعدد الرياضات في القاهرة، مصر في الفترة بين 2 سبتمبر و 14 سبتمبر 1965. شارك في هذه الدورة 1500 رياضي من 14 دولة تنافسوا في 12 رياضة.

## الدول المشاركة
| - الجمهورية العربية المتحدة - المغرب - العراق - لبنان - الأردن | - سوريا - فلسطين - ليبيا - الكويت - الجزائر | - السودان - عمان - عدن - لحج - إندونيسيا (كانت مشاركتها شرفية) |

## الألعاب المشاركة
| - ألعاب القوى - كرة السلة - كرة القدم - رفع الأثقال - السباحة | - الجمباز - المصارعة - الملاكمة - الكرة الطائرة - الدراجات | - الرماية - كرة اليد - كرة الماء - كرة المضرب |

## جدول الأوسمة
| الترتيب | منتخب                     | ذهبية | فضية | برونزية | المجموع |
| ------- | ------------------------- | ----- | ---- | ------- | ------- |
| 1       | الجمهورية العربية المتحدة | 71    | 36   | 30      | 137     |
| 2       | العراق                    | 9     | 18   | 11      | 38      |
| 3       | المغرب                    | 8     | 3    | 3       | 14      |
| 4       | لبنان                     | 2     | 9    | 18      | 29      |
| 5       | السودان                   | 1     | 7    | 3       | 11      |
| 6       | سوريا                     | 1     | 8    | 20      | 29      |
| 7       | ليبيا                     | -     | 7    | 8       | 15      |
| 8       | الجزائر                   | -     | 3    | 2       | 5       |
| 9       | فلسطين                    | -     | 1    | 2       | 3       |
| 10      | الأردن                    | -     | -    | 3       | 3       |
| 11      | الكويت                    | -     | -    | -       | -       |
| 11      | عمان                      | -     | -    | -       | -       |
| 11      | عدن                       | -     | -    | -       | -       |
| 11      | لحج                       | -     | -    | -       | -       |
| 11      | إندونيسيا                 | -     | -    | -       | -       |